# Томас Хельміг
Томас Гельміг (дан. Thomas Helmig) — данський співак. Один з найвидатніших представників данської популярної музики.

## Дискографія
- Thomas (1985)
- 2 (1986)
- Kære Maskine (1987)
- Vejen Væk (1988)
- Løvens Hjerte (1990)
- Rhythm (1992)
- Say When (1993)
- Stupid Man (1994)
- Groovy Day (1996)
- Dream (1999)
- IsItYouIsItMe (2001)
- El Camino (2004)
- Helmig Herfra (2006)
- Tommy Boy (2006)
- KH Helmig (2013)